# Gynostemma laxum
Gynostemma laxum är en gurkväxtart som först beskrevs av Nathaniel Wallich, och fick sitt nu gällande namn av Célestin Alfred Cogniaux. Gynostemma laxum ingår i släktet Gynostemma och familjen gurkväxter. Inga underarter finns listade i Catalogue of Life.